# Veronika Remišová
Veronika Remišová, rozená Belošovičová (* 31. května 1976, Žilina) je slovenská politička, předsedkyně politické strany ZA ĽUDÍ, předsedkyně výboru Národní rady SR pro neslučitelnost funkcí, bývalá místopředsedkyně vlády Slovenské republiky a ministryně investicí, regionálního rozvoje a informatizace SR ve vládě Igora Matoviče a poté Eduarda Hegera.

## Politické působení
Ve volebním období 2016–2020 působila jako poslankyně v Národní radě SR za hnutí OĽaNO. V roce 2019 vstoupila do nově vzniklé strany bývalého slovenského prezidenta Andreje Kisky ZA ĽUDÍ a na jejím ustanovujícím sjezdu byla jmenována její první místopředsedkyní. Ke konci března ji Kiska pověřil svým zastupováním na jednáních, ale i přesto zůstal Kiska stranickým předsedou a podílel se na řízení strany. V červnu 2020 ale exprezident oznámil, že nadále nebude vykonávat post předsedy strany, poté Remišová jako první oznámila, že bude kandidovat na předsedkyni strany a 8. srpna 2020 byla zvolená.
Od března 2020 do května 2023 zastávala úřad ministryně investicí, regionálního rozvoje a informatizace SR, nejprve ve vládě Igora Matoviče, od dubna 2021 pak ve vládě Eduarda Hegera.
Dne 20. dubna 2022 přinesla zpravodajská média vyjádření Veroniky Remišové na zprávu o obvinění Roberta Fica a exministra vnitra SR Roberta Kaliňáka slovenskou policií ze založení zločinecké skupiny: „Konečně přišli na řadu ti, kdo jsou ve struktuře postavení nejvýše. Fico by se neměl skrývat za poslanecký mandát, a vzdát se ho.“
V parlamentních volbách v roce 2023, kdy strana ZA ĽUDÍ kandidovala v koalici s OĽaNO a KÚ, obhájila svůj poslanecký mandát a stala se předsedkyní výboru Národní rady SR pro neslučitelnost funkcí.